# 建部恒彦
建部恒彦（たけべつねひこ）は、1930年（昭和5年）4月27日 - ）は日本国有鉄道職員、実業家。
父は　社会学者の建部遯吾。

## 略歴
- 新潟県中蒲原郡横越村横越出身

東京大学工学部 土木工学科卒
1953年　日本国有鉄道 入社。1972年　国鉄施設局工事課長を経て、1975年　本州四国連絡橋公団企画開発部次長に就任。
1976年　本州四国連絡橋公団工務部長を経て、1978年　国鉄仙台新幹線工事局長に就任。
1979年5月22日～198年3月6日の間　土木学会東北支部長を歴任。
国鉄退官後は、奥村組 常務取締役に就任。この期間に　月刊 土木施工（山海堂 (出版社)）編集顧問を歴任。
保有資格：技術士（建設部門）

## 著書
『土木施工法講座 17巻-1,2「鉄道防災施工法」上下二巻』山海堂,1977　

## 参考⽂献
- 新潟日報事業社出版部　丸山昌夫『新潟県人名鑑』新潟日報事業社、1980年7月1日。

- 建部恒彦『土木施工法講座 17巻-1,2「鉄道防災施工法」上下二巻』山海堂、1977年。

1. ↑  新潟県人名鑑 1980版
2. ↑  「鉄道防災施工法」上巻
3. ↑  「鉄道防災施工法」下巻